# Северяни (племе)
 Тази статия е за славянското племе.  За селото в Гърция вижте Северяни.  
Северяните (на украински: Сіверяни; на руски: Северяне, Sewerjanen; Severians; Siverians) са източнославянско племе, населявало през ранното Средновековие територии по продължение на реките Десна, Сейм и Сула. На тях е наречена историческата територия Северия.
Царството на северяните съществува от 8 до 11 век. Те са трибутно задължени спрямо хазарите през 8 и 9 век. Към края на 9 век са присъединени от Олег от Новгород към Киевска Рус и участват в неговия военен поход против Константинопол през 907 г. След това стават част на Княжество Чернигов.
Северяните са споменати през 9 век в Баварски географ, от Константин VII, от хазарския каган Йозеф (960), в Несторската хроника, и за последен път през 1024 г.
Важни техни селища се намират на територията на днешните Чернигов, Курск и Новгород-Северский.